# 土庫曼斯坦伊斯蘭教
土庫曼斯坦，根據2009年美國皮尤研究中心報告，93.1%人口是穆斯林。傳統上土庫曼人是遜尼派穆斯林，絕大多數土庫曼人容易地識別自己是穆斯林和視伊斯蘭教為其文化遺產的一個組成部分，宗教地位的復甦也是民族復興的一個要素。

## 歷史與結構
伊斯蘭教是在第二任哈里發奧馬爾和第三任哈里發奧斯曼時傳入土庫曼斯坦。

## 蘇聯時代
在蘇聯時代，所有的宗教信仰都被蘇共當局視為迷信和過去的痕跡而攻擊。大多數宗教教育和宗教儀式被禁止，和清真寺絕大多數都關閉了。中亞地區的官方穆斯林理事會總部設在塔什干，二戰期間建立監督中亞的伊斯蘭教。在大多數情況下，穆斯林委員會充當宣傳的一種手段，無神論的灌輸扼殺宗教的發展，並有助於土庫曼斯坦國際穆斯林社區的隔離。一些宗教習俗，如朝拜穆斯林墓地和男性割禮，繼續在整個蘇聯時期實行，但大多數信仰，知識和習俗僅在農村地區作為一種非官方的“民間形式”伊斯蘭教被保留下來。

## 獨立後的宗教
目前政府通過從蘇聯時期遺留下來的官方架構監管伊斯蘭教。土庫曼斯坦的穆斯林宗教委員會，連同烏茲別克斯坦，構成河中穆斯林宗教委員會。該河中總部設在塔什干，並在土庫曼斯坦的宗教領袖任命發揮相當大的影響。伊斯蘭管理機構的司法法官註冊與土庫曼斯坦教育部和宗教事務部長下的內閣議會監督神職人員的活動。個人如希望成為官方神職人員必須參加官方的宗教機構，並需參加考試。
有些土庫曼人不經常到清真寺禮拜，但參與一些與伊斯蘭教有關的民間活動，包括生命週期事件，如婚禮，葬禮和朝聖。然而一些文化遺產在蘇聯統治下失去了，獨立後總統尼亞佐夫曾下令在公立學校教授基本伊斯蘭原則，如阿拉伯語，古蘭經和聖訓和伊斯蘭教的歷史。更多的宗教機構，包括伊斯蘭學校和清真寺相繼出現，許多由沙特阿拉伯，科威特和土耳其出資支持。
土庫曼斯坦政府強調它的世俗性和支持宗教信仰自由，體現在1991年的良心自由法和的1992年宗教組織和制度化憲法。該文件保證教會與國家的分離;它也消除了伊斯蘭教在政治生活中的作用。此外，政府有任命和罷免神職人員成員的權利。自獨立以來，土庫曼斯坦伊斯蘭領導一直比較自信，但在很大程度上它還是響應政府的控制。宗教法官的官方管理機構在1992年6月選舉給予尼亞佐夫總統的官方支持。
在另一方面，一些穆斯林領袖反對政府的世俗觀念，特別是由前共產黨人控制的政府。一些官方領導和老師以外的毛拉已經發誓要提高穆斯林的知識，提高伊斯蘭教在社會中的作用，政府對此大驚失色，這種行動可能會疏遠斯拉夫東正教徒，政府已經制定了計劃，以提高宗教事務部的權力對宗教活動進行更嚴格監管。